# Abū l-Qāsim al-Qushayrī
Abū l-Qāsim al-Qushayrī est un théologien et mystique musulman, né en 986 à Ustuwā, localité située sur le cours supérieur de l'Atrak, dans le Khorasan septentrional (Iran) et mort en 1072 ou 1073,. Son traité le plus célèbre, Al-Risala al-qushayriyya (en) fi ‘ilm al-tasawwuf (« L'Épître d'al-Qushayri sur le soufisme »), est un des textes de base du soufisme sunnite. Il présente le cheminement intérieur que doit accomplir un soufi, et il a servi de manuel pour former les aspirants à l’initiation spirituelle (murîd). C’est le premier traité qui offre un aperçu synthétique de l’itinéraire intérieur, de sa terminologie et des différentes stations conduisant à la sagesse divine.

## Éléments de biographie
Il naît dans une riche famille d'origine arabe et reçoit une excellente éducation, à la fois profane et religieuse. Puis il se rend à Nishapur, où il a pour maître le soufi Abu Ali Daqqaq (m. 1015),. Il épousera d'ailleurs la fille de Ali Daqqaq, Fâtima, peu avant 1023 — elle fut célèbre pour sa piété et sa culture, ainsi que pour son rôle dans la transmission des traditions du Prophète — et il dirigera par la suite la madrasa de Abū ʿAlī (construite en 1001), qui prendra à partir du milieu du XIe siècle le nom de Madrasat al-Qushayrī ,.  
Il étudie le fiqh chaféite auprès d'Abu Bakr al-Tusi (ar), et le kalam acharite auprès d'Ibn Furak et Abu Ishaq al-Isfaraini. Il effectue le pèlerinage à La Mecque en compagnie du père du théologien acharite al-Juwayni.
Il écrit en 445 AH (1054) une lettre intitulé Plainte des gens de sunna rapportant leur épreuve, qui concerne la persécution dont les acharites firent l'objet à la suite de la prise de pouvoir par les Seljouqides dans le Khorasan entre 1038 et 1054,. Comme il défend avec ardeur al-Ashari et les ulamâ' chaféites, al-Qushairi est emprisonné,,. Mais c'est bien pour ses vues théologiques qu'il se heurte aux autorités, pas pour sa pratique du soufisme.
Il quitte Nishapur et enseigne en 1056 le hadith à Bagdad, où il est chargé par le calife de donner un enseignement. À son retour dans le Khorasan, il s'établit à Tous où il reste jusqu'en 1063, puis regagne Nishapur lorsque le vizir Nizam al-Mulk y rétablit des conditions plus paisibles. 
C'est dans cette ville de Nishapur qu'il meurt en 1072. Il y est enterré aux côtés d'Abu Ali al-Daqqaq. Son fils, juriste chaféite et théologien acharite, a étudié auprès d'al-Juwayni.
Le successeur d'al-Quchayrî, Abû 'Ali Fârmadhî (m. en 1084) sera le maître de Abû Hâmid al-Ghazâli (1058-1111) et de son frère Ahmed (m. en 1126).

## Œuvre

### LaRisâla al-Qushayriyya
Bien qu'il connût la plupart des sciences musulmanes, ses écrits concernent pour la plupart le mysticisme. Sa Risâla (composée en 1046-1047) est une synthèse intéressante sur la terminologie utilisée par les mystiques. Dans cet ouvrage, dont le contenu est très influencé par la science du hadith — très répandue dans les madrasas d'Iran à cette époque —, il essaie également de concilier la pratique du soufisme et le respect de la Loi, tentative qui sera reprise par le grand philosophe Al-Ghazali. C'est aussi à ce livre que Abu Ali Daqqaq doit en bonne partie sa célébrité: son disciple l'y cite de nombreuses fois. 
Pour l'islamologue Denis Gril, la Risâla est une synthèse particulièrement réussie de la littérature soufie qui la précédait. L'ouvrage comporte trois parties. La première réunit des biographies avec des anecdotes et sentences des maîtres soufis jusqu'au milieu du Xe siècle; la deuxième est théorique et définit les principales notions du soufisme (une terminologie qui déroute souvent les théologiens exotéristes); la dernière est pratique: elle offre des conseils au disciple (murîd), les convenances dans le domaine de la spiritualité, qui règlent les relations entre le maître, le disciple et les condisciples,. Ce faisant, et dans la ligne de son maître Sulami, il établit l'orthodoxie du soufisme, tout en dénonçant ceux qui usurpent cette appellation, un thème qui va revenir très souvent chez les maîtres qui lui succèderont. Il incarne ainsi l'alliance entre le soufisme, la théologie acharite et le rite chaféite.  
Cet ouvrage sera très souvent étudié dans les confréries soufies, et le succès grandissant que connaîtra ce type d'ouvrage et l'enseignement pratique qu'on y trouve — on verra apparaître différents « manuels » du soufisme — sont le signe du succès grandissant du soufisme, mais aussi de la volonté de montrer l'orthodoxie de la doctrine soufie.  

### Autres ouvrages
On doit aussi à Qushayrî un commentaire soufi du Coran — Les Allusions subtiles (arabe: « Latâ'if al-ishârât ») — où l'on retrouve également l'influence de Sulami et qui constitue une synthèse de l'exégèse spirituelle de la première époque du soufisme. Quant à Gradation du cheminement initiatique (« Tartîb al-sulûk »), parfois attribué à un de ses disciples, il s'agirait du premier traité qui explique les règles et les effets de la pratique du dhikr — pratique qui va se généraliser dans les khânqâh au cours de ce siècle.  